# Speodiaetus galloprovincialis
Speodiaetus galloprovincialis es una especie de escarabajo del género Speodiaetus, familia Leiodidae. Fue descrita por Léon Fairmaire en 1860. Se encuentra en Francia.